# Folicana zella
Folicana zella är en insektsart som beskrevs av Freytag 1979. Folicana zella ingår i släktet Folicana och familjen dvärgstritar. Inga underarter finns listade i Catalogue of Life.